# Джеммаль
Джеммаль (араб. جمال) — місто в Тунісі у регіоні Сахель. Входить до складу вілаєту Монастір. Знаходиться приблизно за 20 км від Монастіра. Станом на 2004 рік тут проживало 41 736 осіб.
| Туніс | Це незавершена стаття з географії Тунісу. Ви можете допомогти проєкту, виправивши або дописавши її. |